# Apistogramma cacatuoides
Apistogramma cacatuoides — вид південно американських цихлових, відомих під назвою карликова цихліда какаду. Цей вид входить до числа найпопулярніших акваріумних риб. Це, до речі, призвело до появи різноманітних кольорових варіацій, що суттєво відрізняються від дикої форми.
Як і всі види цихлід апістограм, цей вид також має невеликий ареал. Досі він був лише біля перуанського міста Пукальпа в Ріо-Укаялі. Водяться вони в невеликих, неглибоких водоймах тропічних лісів. Риби воліють триматися в дуже мілководних місцях з температурою від 24 °C до 28 °C. Живуть біля водних рослин і каменів, які використовують як схованки.

## Опис

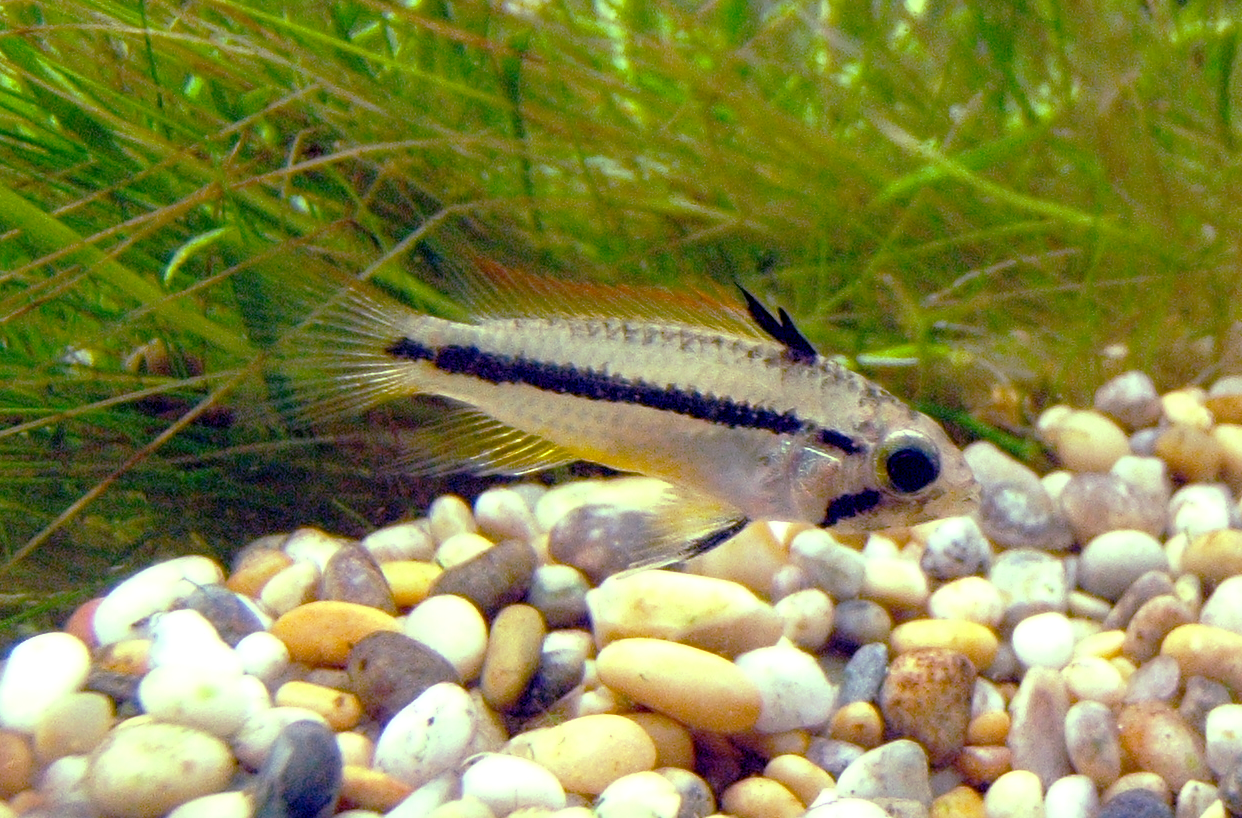
самка

Самець досягає 8 см завдовжки. Самка набагато менша і досягає лише 5 см завдовжки, крім того, вона ще й не так яскраво забарвлена, як самець. Риби мають не дуже видовжене і помірно високе тіло. Характерні 3-4 хвилясті темні смуги в нижній частині живота.

## Нерест
Самка прикріплює ікру на стелі в печері, або на нижній стороні листка. Вона піклується про виводок, тоді як самець охороняє територію.

## Утримання
У їхньому природному середовищі вода, в якій було знайдено риб, м'яка до середньої твердості.

## Селекційні форми
- Apistogramma cacatuoides Albino — світле тіло з легким візерунком та червоними очима
- Apistogramma cacatuoides Blue
- Apistogramma cacatuoides CS
- Apistogramma cacatuoides Double Red — спинний і хвостовий плавці червоні з чорним візерунком
- Apistogramma cacatuoides East
- Apistogramma cacatuoides Gold Orange
- Apistogramma cacatuoides Orange Flash — помаранчева спина
- Apistogramma cacatuoides Peru
- Apistogramma cacatuoides Red Flash
- Apistogramma cacatuoides Redtail
- Apistogramma cacatuoides Redtail Super